# Romeinse beeldhouwkunst

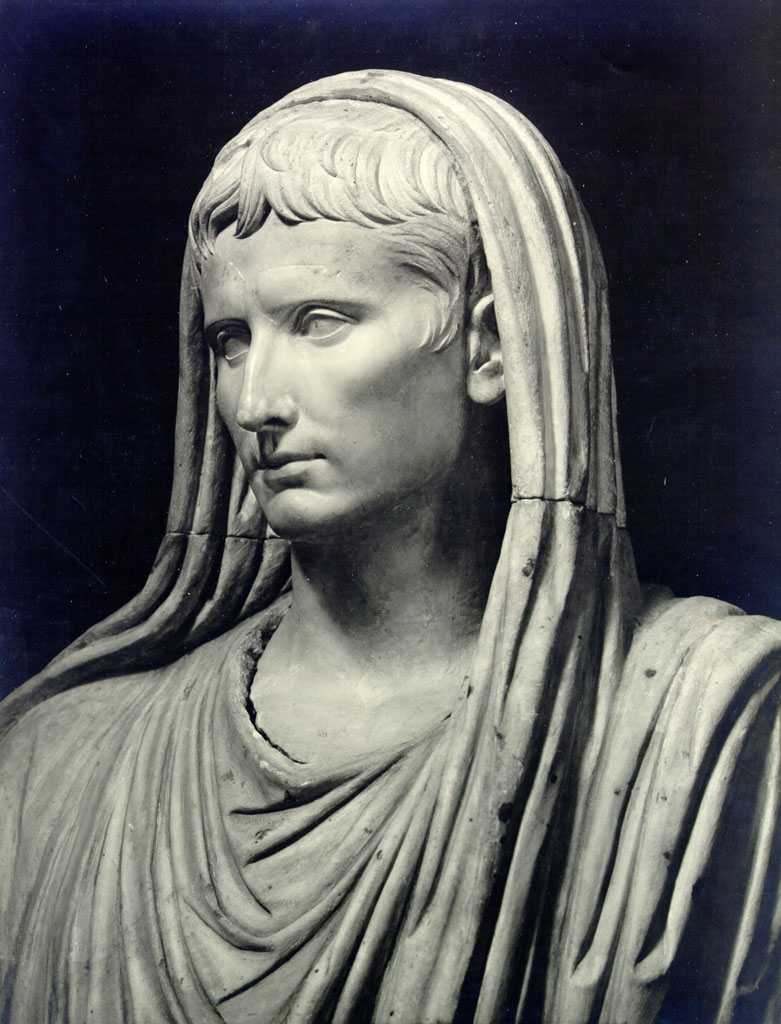
Augustus als Pontifex Maximus (Museo Nazionale Romano, ca. 20 v.Chr.).

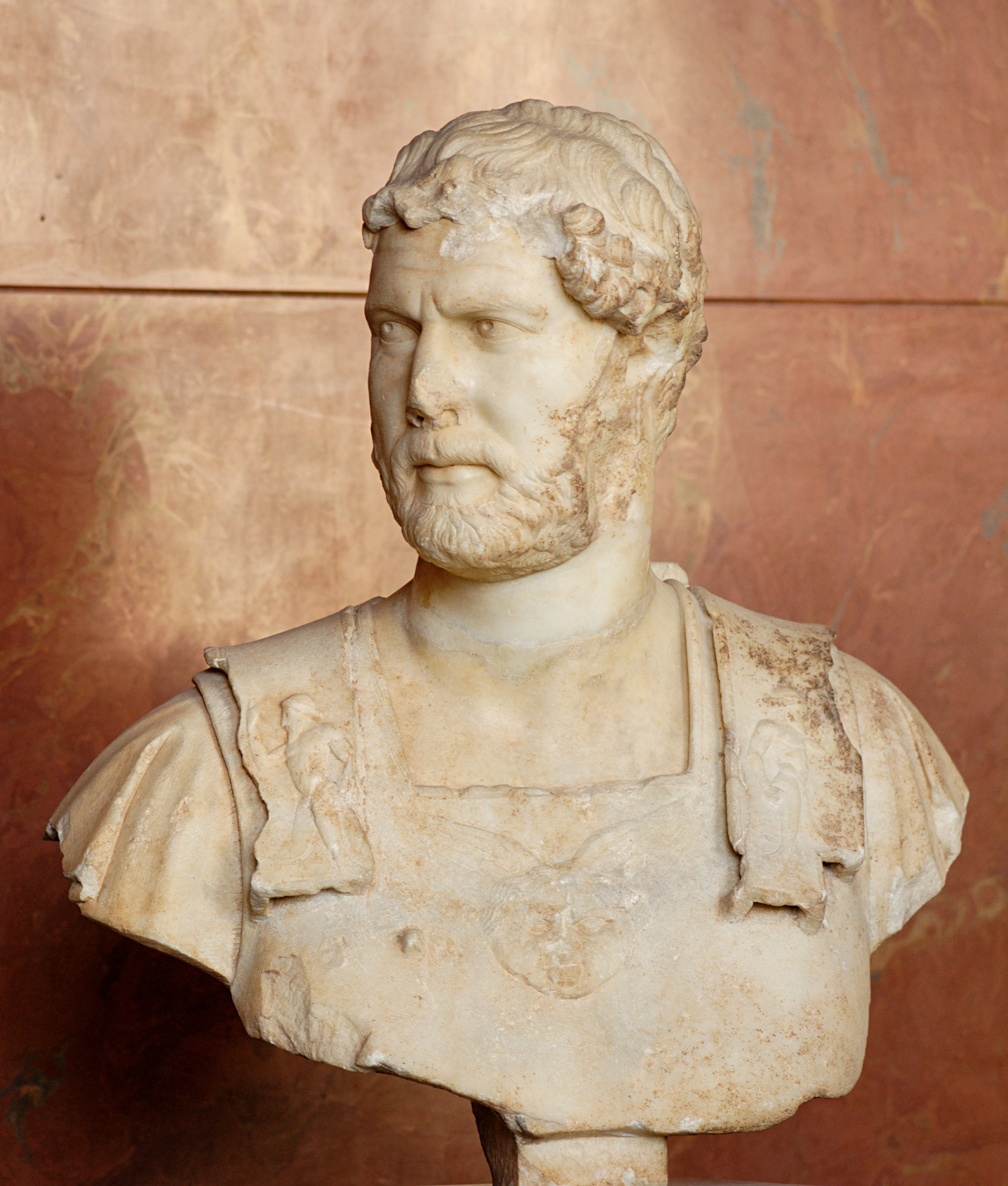
Buste van Hadrianus met gorgoneion (= een kuras met Gorgo), marmer, 127-128, gevonden in Heraklion, Kreta. Louvre, Parijs.

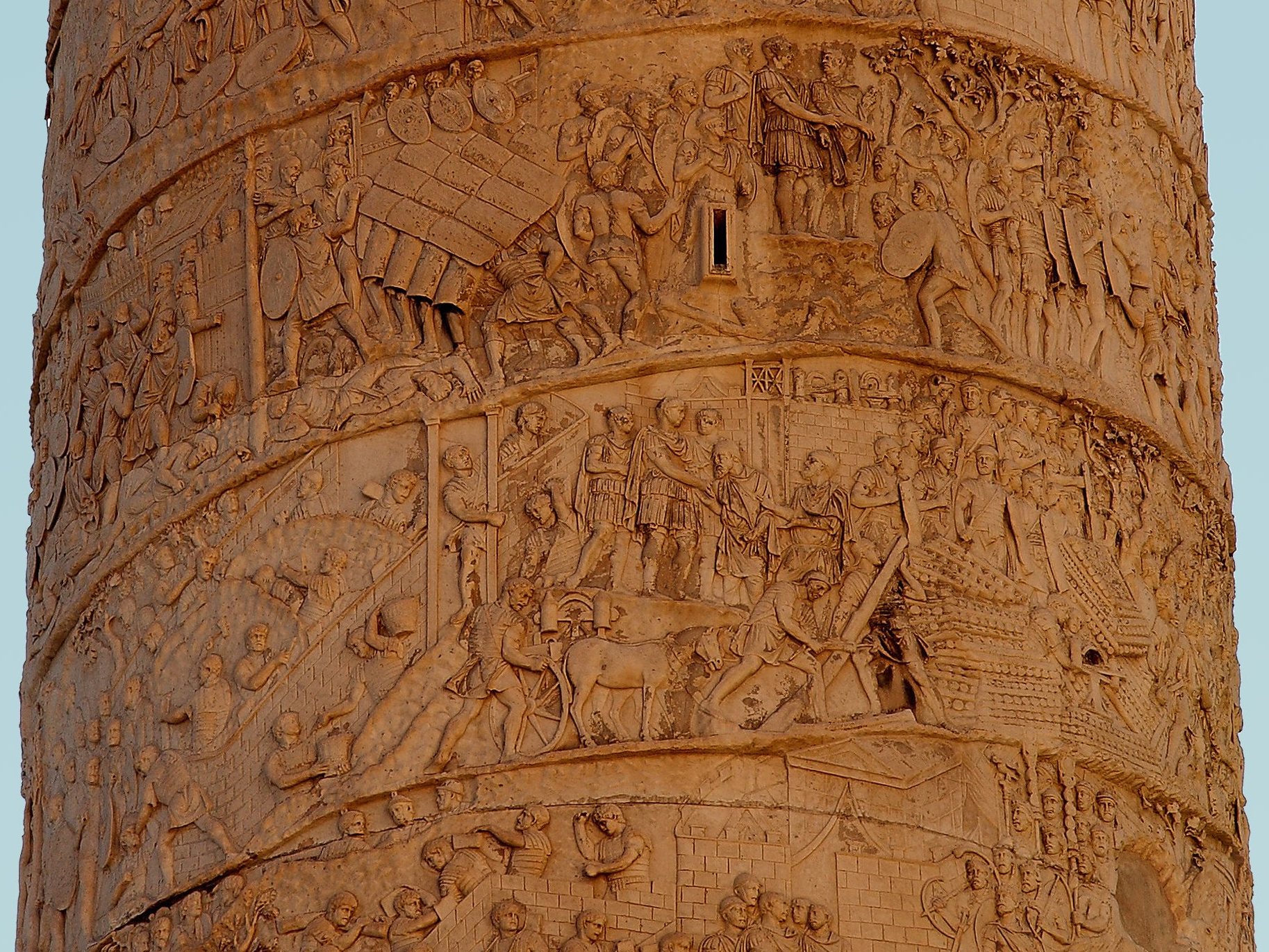
Deel van de zuil van Trajanus, 113 na Chr., met scènes uit de Dacische oorlogen

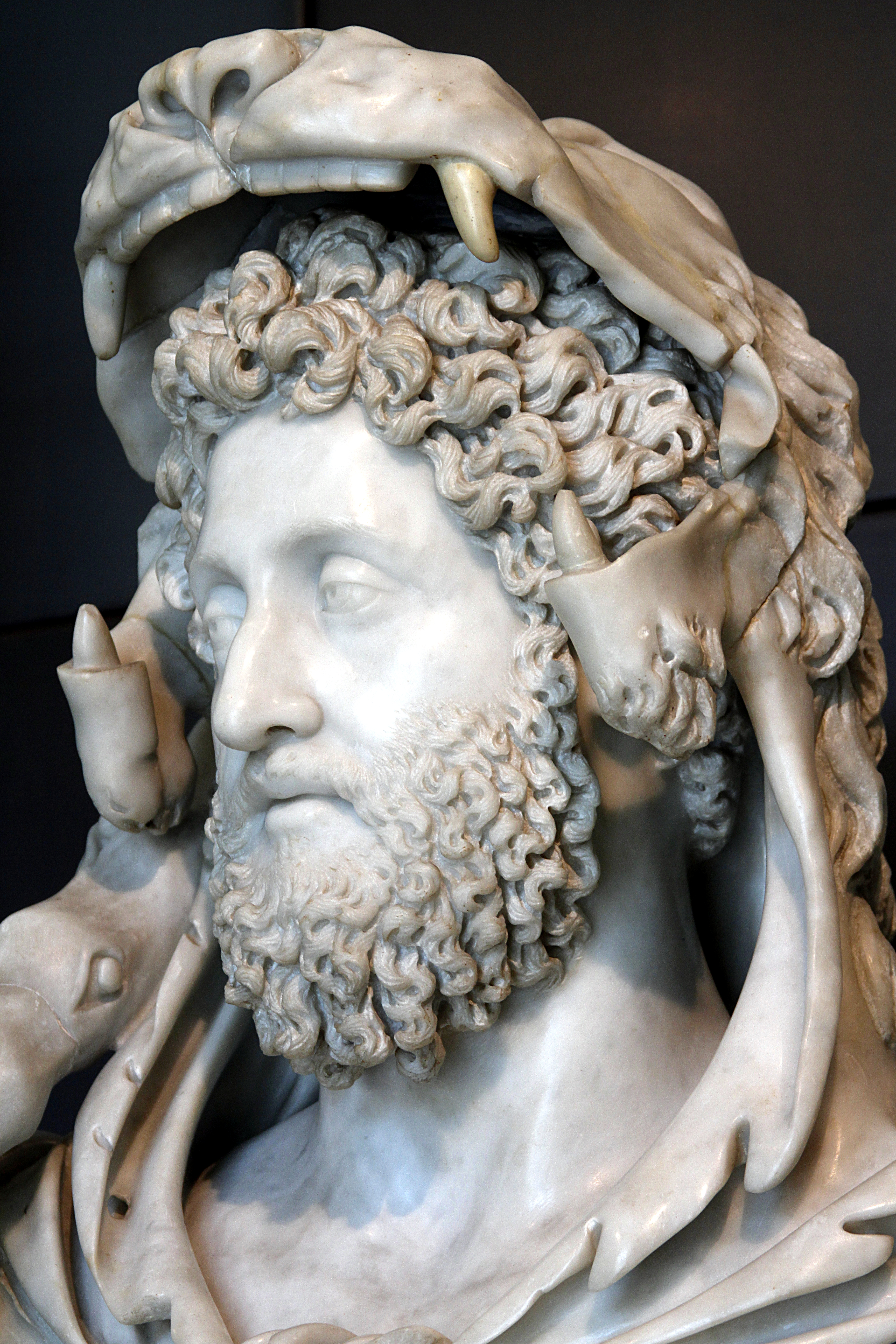
Buste van Keizer Commodus als Herakles

Met Romeinse beeldhouwkunst wordt verwezen naar de portretten, bustes, standbeelden, beeldengroepen en torso's geproduceerd in het oude Rome, en binnen de grenzen van het Romeinse Imperium.

## Kenmerken
Alhoewel er gelijkenissen zijn tussen de Romeinse beeldhouwkunst en de Griekse, zijn er verschillende kenmerken. In de klassieke Griekse kunst (voor het Hellenisme) wordt de mens vaak geïdealiseerd weergegeven, terwijl de Romeinen tijdens de republiek meer streefden naar realisme. Net als de oude Grieken gebruikten de Romeinen zowel brons als marmer. Ook het gebruik van kleur namen de Romeinen van de Grieken over, de zogenoemde polychromie die in de 19e eeuw werd herontdekt en vanaf die tijd onderwerp is van onderzoek en discussie.
In de Romeinse wereld werden keizers of vroegere magistraten en generaals vaak afgebeeld met een hoge graad van ongenadig realisme, het zogenoemde verisme. Mannelijke figuren kwamen vaker voor dan vrouwelijke, alhoewel uit de periode van de Flavische keizers ook vrouwenportretten met een zeer geraffineerde weergave van het kapsel bewaard zijn. Vanaf de 16e eeuw is beweerd dat in Rome het recht tot het plaatsen van beelden van de voorvaderen was voorbehouden aan de hogere functionarissen of de Nobiles (ius imaginum), maar hiervoor is geen bewijs.
Enkele beroemde sculpturen die historische figuren voorstellen zijn:
- Brutus de Oudere, brons, eerste kwart 3e eeuw voor Chr., Musei Capitolini, Rome.
- Augustus van Prima Porta, marmer, eerste kwart van de 1e eeuw na Chr., Musei Vaticani, Rome.
- keizer Commodus als Hercules, marmer, rond 185 na Chr., Musei Capitolini, Rome.

In de periode van het keizerrijk wordt architectuur en sculptuur gecombineerd in triomfbogen of zuilen. De bekendste triomfbogen zijn die van Titus, van Constantijn en van Septimus Severus op het Forum Romanum. Keizer Trajanus richtte te Rome een 30 meter hoge zuil op, versierd met reliëfs om zijn veldtochten tegen de Daciërs te vereeuwigen.
Soms is het Romeinse beeldhouwwerk schematisch of dient ze als decoratie. Als er goden worden afgebeeld is er vaak een centrale god die de lengte van een mens heeft en daarbij een klein kind, Eros de god van de liefde, die deze god trouw bijstaat.

## Romeinse beeldhouwkunst in Italiaanse musea en sites
- Musei Capitolini, Rome
- Musei Vaticani, Vaticaanstad
- Museo Nazionale Romano, Rome
- Museo delle Terme, Rome
- Ara Pacis Augustae, Rome
- Museo Barracco, Rome
- Villa van Hadrianus, Tivoli, Italië
- Galleria degli Uffizi, Florence
- Museo Archeologico, Venetië
- Museo Nazionale, Ravenna
- Museo Archeologico Nazionale, Napels
- Museo Archeologico, Foligno
- Museo Nazionale d'Abruzzo, L'Aquila

## Romeinse beeldhouwkunst in musea buiten Italië
- Musée du Louvre, Parijs
- Bibliothèque Nationale de France, Parijs
- Musée d'Aquitaine, Bordeaux
- Museo Nacional de Arte Romano, Mérida, Spanje
- Museum van Anatolische beschavingen, Ankara, Turkije
- British Museum, Londen
- Staatliche Antikensammlungen und Glyptothek, München
- Ny Carlsberg Glyptotek, Kopenhagen
- The Metropolitan Museum of Art, New York